# Stadion Pod Golubinjom
Stadion Pod Golubinjom, Gradski stadion – wielofunkcyjny stadion w Pljevlji, w Czarnogórze. Został otwarty w 1948 roku. Obiekt może pomieścić 10 000 widzów. Swoje spotkania rozgrywa na nim drużyna Rudar Pljevlja.